# Null Object

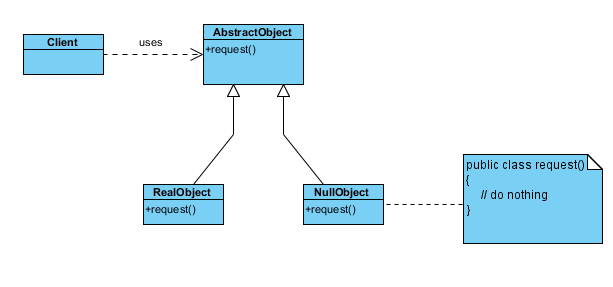

Null Object (česky prázdný objekt) je název pro návrhový vzor, používaný při programování. Nahrazuje prázdný ukazatel NULL a tím se snaží eliminovat problémy s ním spojené.

## Účel
U referenčních proměnných můžeme použít výraz NULL (prázdný ukazatel). Ten se může přetypovat na jakýkoliv referenční typ. Problém může nastat v případě, že před přetypováním a přiřazením objektu se pokusíme na prázdném ukazateli zavolat nějakou metodu. Toto volání bude končit chybou (například v jazyce Java vyvoláním výjimky NullPointerException).
Abychom se tohoto problému zbavili, tak můžeme použít kontroly zda je výraz roven prázdnému ukazateli. - Toto ověřování (které se může opakovat mnohokrát v celém programu) můžeme odstranit právě pomocí vzoru Null Object.
Přiřazením objektu Null Object předejdeme chybě s prázdným ukazatelem (nulový objekt je plnohodnotným objektem). A ošetření stavu, že není přiřazen jiný objekt, vyřešíme právě uvnitř návrhového vzoru. Tím předejdeme chybám a odstraníme duplicitní části kódu.

## Základní implementace
Jedním ze způsobů implementace je rozhraní. Postup je následující:
1. vytvoříme společné rozhraní pro nulový a nenulový objekt
2. jako typ ukazatele budeme implementovat rozhraní z bodu 1.
3. místo hodnoty NULL umístíme odkaz na nulový objekt
4. navrhneme a implementujeme chování nulového objektu